# Igor Thiago
Igor Thiago Nascimento Rodrigues, meglio noto come Igor Thiago (Gama, 26 giugno 2001), è un calciatore brasiliano, attaccante del Brentford.

## Biografia
Nato a Gama, vicino alla capitale Brasilia, all'età di 13 anni perde il padre; la povera situazione familiare porta Thiago a lavorare per qualche anno come muratore, prima dell'approdo nel mondo del calcio.

## Carriera

### Club

#### Cruzeiro
Cresciuto nel settore giovanile del Cruzeiro, esordisce in prima squadra il 23 gennaio 2020, disputando l'incontro del Campionato Mineiro vinto per 2-0 contro il Boa Esporte, partita nella quale va anche a segno. Con il club brasiliano totalizza 64 presenze e 10 reti in due anni mezzo.

#### Ludogorec
Il 2 marzo 2022 viene acquistato dai bulgari del Ludogorec. Inizialmente inserito in seconda squadra, debutta il 18 aprile nel match perso in favore del Liteks Loveč, dove realizza la rete dell'1-2. La settimana seguente è autore di una doppietta ai danni del Dobrudža. Il 30 aprile esordisce in prima squadra, entrando come sostituto durante la partita vinta contro il CSKA Sofia, in cui peraltro realizza la rete del 5-0 finale. Conclude la stagione vincendo il suo primo campionato bulgaro.

#### Club Bruges
Il 12 giugno 2023 il Club Bruges comunica l'acquisto del calciatore, con cui firma un contratto fino al 2027. Diventa un titolare nel ruolo di prima punta, contribuendo alla vittoria della Pro League, segnando 16 reti in campionato. In Conference League è tra i protagonisti segnando 5 gol in 10 presenze e arrivando con il Club Bruges fino alla semifinale della competizione, persa nella doppia sfida contro la Fiorentina.

#### Brentford
Il 14 febbraio 2024 viene ufficializzato il passaggio agli inglesi del Brentford per 33 milioni di euro, con il trasferimento che sarà effettivo dal successivo 1º luglio. La stagione del brasiliano inizia negativamente; a causa di due infortuni, prima al menisco e poi al ginocchio, rimane lontano dai campi per 9 mesi. Conclude la prima stagione con 8 presenze totali.

## Statistiche

### Presenze e reti nei club
Statistiche aggiornate al 17 agosto 2025.
| Stagione          | Squadra           | Campionato        | Campionato | Campionato | Coppe nazionali | Coppe nazionali | Coppe nazionali | Coppe continentali | Coppe continentali | Coppe continentali | Altre coppe | Altre coppe | Altre coppe | Totale | Totale |
| Stagione          | Squadra           | Comp              | Pres       | Reti       | Comp            | Pres            | Reti            | Comp               | Pres               | Reti               | Comp        | Pres        | Reti        | Pres   | Reti   |
| ----------------- | ----------------- | ----------------- | ---------- | ---------- | --------------- | --------------- | --------------- | ------------------ | ------------------ | ------------------ | ----------- | ----------- | ----------- | ------ | ------ |
| 2020              | Cruzeiro          | M1/MG+B           | 6+18       | 3+0        | CB              | 3               | 0               | -                  | -                  | -                  | -           | -           | -           | 27     | 3      |
| 2021              | Cruzeiro          | M1/MG+B           | 4+25       | 0+4        | CB              | 0               | 0               | -                  | -                  | -                  | -           | -           | -           | 29     | 4      |
| gen.-mar. 2022    | Cruzeiro          | M1/MG             | 7          | 2          | CB              | 1               | 1               | -                  | -                  | -                  | -           | -           | -           | 8      | 3      |
| Totale Cruzeiro   | Totale Cruzeiro   | Totale Cruzeiro   | 60         | 9          |                 | 4               | 1               |                    | -                  | -                  |             | -           | -           | 64     | 10     |
| apr.-mag. 2022    | Ludogorec         | 1L                | 2          | 1          | CB              | 0               | 0               | UCL+UEL            | -                  | -                  | SB          | -           | -           | 2      | 1      |
| 2022-2023         | Ludogorec         | 1L                | 32         | 15         | CB              | 5               | 1               | UCL+UEL+UECL       | 5+8+2              | 1+1+2              | SB          | 1           | 0           | 51     | 20     |
| Totale Ludogorets | Totale Ludogorets | Totale Ludogorets | 34         | 16         |                 | 6               | 1               |                    | 15                 | 4                  |             | 1           | 0           | 53     | 21     |
| 2023-2024         | Club Bruges       | D1                | 34         | 18         | CB              | 5               | 4               | UCL                | 16                 | 7                  | -           | -           | -           | 55     | 29     |
| 2024-2025         | Brentford         | PL                | 8          | 0          | FACup+CdL       | 0               | 0               | -                  | -                  | -                  | -           | -           | -           | 8      | 0      |
| 2025-2026         | Brentford         | PL                | 1          | 1          | FACup+CdL       | 0               | 0               | -                  | -                  | -                  | -           | -           | -           | 1      | 1      |
| Totale Brentford  | Totale Brentford  | Totale Brentford  | 9          | 1          |                 | 0               | 0               |                    | -                  | -                  |             | -           | -           | 9      | 1      |
| Totale carriera   | Totale carriera   | Totale carriera   | 135        | 44         |                 | 15              | 6               |                    | 31                 | 11                 |             | 1           | 0           | 182    | 61     |

## Palmarès

### Club

#### Competizioni nazionali
- Campionato bulgaro: 2

Ludogorec: 2021-2022, 2022-2023
- Coppa di Bulgaria: 1

Ludogorec: 2022-2023
- Supercoppa di Bulgaria: 1

Ludogorec: 2022
- Campionato belga: 1

Club Bruges: 2023-2024

### Individuale
- Giovane dell'anno della UEFA Conference League: 1

2023-2024